# Lösen von Gleichungen
Das Lösen von Gleichungen kann analytisch, also durch Umformung, oder auch grafisch und numerisch erfolgen. In diesem Artikel wird das analytische Lösen von Polynomgleichungen, Bruchgleichungen und Wurzelgleichungen beschrieben, sowie die numerische und grafische Lösung. Für das Lösen von Gleichungssystemen und das Lösen von Differentialgleichungen siehe in den entsprechenden Artikeln.

## Geschichte
Da viele mathematische Probleme auf Gleichungen führen, war das Lösen von Gleichungen von je her ein wichtiges Gebiet in der Mathematik.
Die Lösung linearer und quadratischer Gleichungen war schon in der Antike bekannt. So lernt auch heute noch jeder Schüler die quadratische Lösungsformel zur Bestimmung der Lösung einer allgemeinen quadratischen Gleichung.
Die Verallgemeinerung dieser Lösungsformel, nämlich eine Erweiterung auf kubische Gleichungen, erfolgte im Italien der Renaissance. Drei Mathematiker sind dabei besonders hervorzuheben: Scipione del Ferro, Nicolo Tartaglia und Girolamo Cardano.
Der Franziskaner Luca Pacioli hatte 1494 noch behauptet, dass Gleichungen der Form {\displaystyle ax^{3}+cx=d} bzw. {\displaystyle ax^{3}+d=cx} rechnerisch nicht aufgelöst werden könnten. (Da man zu dieser Zeit nur ungenügend mit negativen Zahlen rechnen konnte, mussten diese beiden Fälle unterschieden werden.) Scipione del Ferro löste den ersten Fall und vielleicht auch den zweiten. Sein Schüler Antonio Maria Fior hatte Kenntnis von der ferronischen Lösungsformel.
Im Jahr 1535 kam es zwischen Fior, dem Schüler del Ferros, und dem Rechenmeister Nicolo Tartaglia zu einem Wettbewerb. Fior legte diesem 30 kubische Gleichungen vor, die dieser scheinbar mühelos löste. Daraufhin wurde Tartaglia gebeten, seine Lösungsmethode bekanntzugeben. Nach langem Zögern verriet er sie dem Arzt und Mathematiker Cardano unter der Verpflichtung, sie geheim zu halten. Cardano brach seinen Eid und veröffentlichte sie – allerdings unter Nennung aller Quellen – 1545 in seiner Ars magna sive de regulis algebraicis (Große Kunst oder über die Rechenregeln). Außerdem hatte er über del Ferros Schwiegersohn genaue Kenntnis von dessen Lösungsformel erhalten. Danach kam es zu schweren Anschuldigungen und Plagiatsvorwürfen. Trotzdem heißen die Formeln für die Lösung kubischer Gleichungen heute cardanische Lösungsformeln.
In Cardanos Werk Ars magna war außerdem schon eine Formel für die Lösung von Gleichungen vierten Grades angegeben, die auf Cardanos Schüler Lodovico Ferrari zurückging, sowie ein Näherungsverfahren (Regula aurea) für die Lösungen.
Die Frage nach einer allgemeinen Lösungsformel für Gleichung fünften und höheren Grades wurde erst im 19. Jahrhundert von Niels Henrik Abel und Évariste Galois endgültig negativ beantwortet.

## Umformung von Gleichungen
Gleichungen können durch Äquivalenzumformungen gelöst werden. Das sind Umformungen, die den Wahrheitswert der Gleichung und damit ihre Lösungsmenge unverändert lassen. Dabei sind eine Reihe von Aktionen erlaubt, sofern sie auf beiden Seiten des Gleichheitszeichens gleich ausgeführt werden. Das Ziel ist dabei, die Gleichung so weit zu vereinfachen, dass die Lösungen direkt abgelesen werden können oder die Gleichung zumindest auf eine Standardform gebracht wird, aus der die Lösungen mit einer Formel oder einem numerischen Verfahren bestimmt werden können. Beispielsweise kann jede Gleichung so umgeformt werden, dass auf einer Seite eine Null steht, sodass anschließend ein Verfahren zum Bestimmen von Nullstellen angewendet werden kann, womit dann auch die Ausgangsgleichung gelöst würde.
Umformungen kann man sich gut am Modell einer Waage vorstellen, die sich im Gleichgewicht befindet, und auf der die Größen einer Gleichung durch Gewichte repräsentiert werden (das Modell hat natürlich Grenzen und versagt z. B. bei negativen Zahlen). Äquivalenz-Umformungen entsprechen solchen Operationen, die die Waage nicht aus dem Gleichgewicht bringen. Das Bild zeigt am Beispiel der Gleichung
{\displaystyle 3x+1=x+7},
wie durch Äquivalenzumformungen die Gleichung in eine Form gebracht wird, in der schließlich {\displaystyle x} (die Unbekannte) auf einer Seite isoliert dasteht, wodurch die Lösung direkt ablesbar ist.

### Erlaubte und eingeschränkt erlaubte Umformungen
Erlaubte Äquivalenzumformungen sind beispielsweise:
- Addition desselben Ausdrucks auf beiden Seiten
(„{\displaystyle +2}“ oder „{\displaystyle +7x}“ oder „{\displaystyle +2\cdot (x^{2}-y^{2})}“ …).

- Subtraktion desselben Ausdrucks auf beiden Seiten
(„{\displaystyle -2}“ oder „{\displaystyle -7x}“ oder „{\displaystyle -(x+y)\cdot (x-y)}“ …).

- Multiplikation mit demselben Ausdruck (ungleich null) auf beiden Seiten
(„{\displaystyle \cdot 2}“ oder „{\displaystyle \cdot (-7)}“ …).
Anmerkung: Eine Multiplikation mit null ist nicht umkehrbar und damit keine Äquivalenzumformung. Dabei ist zu beachten, dass bei Multiplikation mit einem Ausdruck, der eine Variable enthält, dieser Ausdruck null sein kann. Ein solcher Fall muss getrennt behandelt werden.

- Division durch denselben Ausdruck (ungleich null) auf beiden Seiten
(„{\displaystyle :2}“ oder „{\displaystyle :(-7)}“ …).
Anmerkung: Eine Division durch null ist nicht möglich. Wie bei der Multiplikation ist zu beachten, dass bei Division durch einen Ausdruck, der eine Variable enthält, dieser Ausdruck null sein kann. Ein solcher Fall muss getrennt behandelt werden.

- Termumformungen auf einer Seite oder beiden Seiten

- Vertauschen beider Seiten.

Eingeschränkt möglich sind darüber hinaus:
- Potenzieren beider Seiten mit demselben positiven ganzzahligen Exponenten.
Das ist nur dann eine Äquivalenzumformung, wenn der Exponent ungerade ist. Bei anderen Exponenten – wie beim Quadrieren – erhält man sogenannte Scheinlösungen, die durch eine Probe ausgeschlossen werden müssen.
Zum Beispiel ist die Gleichung {\displaystyle x=-1} nicht äquivalent zur Gleichung {\displaystyle x^{2}=(-1)^{2}}, denn die letztere Gleichung hat auch {\displaystyle x=1} als Lösung.
- Potenzieren beider Seiten mit demselben nicht-ganzzahligen Exponenten, z. B. Bilden der Quadratwurzel beider Seiten.
Das gibt nur dann reelle Lösungen, wenn die Seiten der Gleichung nicht negativ sind. Dann handelt es sich zwar um eine Äquivalenzumformung, es ist jedoch zu beachten, dass {\displaystyle {\sqrt {x^{2}}}=x} nur für {\displaystyle x\geq 0} gilt; für negatives {\displaystyle x} gilt dagegen {\displaystyle {\sqrt {x^{2}}}=-x}. Beide Fälle lassen sich für beliebiges reelles {\displaystyle x} mit der Betragsfunktion zu {\displaystyle {\sqrt {x^{2}}}=|x|} zusammenfassen.
Zum Beispiel ist die Gleichung {\displaystyle x^{2}=a} mit einem Ausdruck {\displaystyle a\geq 0} äquivalent zu {\displaystyle |x|={\sqrt {a}}} mit den Lösungen {\displaystyle x={\sqrt {a}}} und {\displaystyle x=-{\sqrt {a}}}.
- Potenzieren beider Seiten mit demselben negativen Exponenten, z. B. Bilden des Kehrwerts beider Seiten.
Das geht nur, wenn die Seiten der Gleichung nicht den Wert null haben. Bei Verwendung anderer Exponenten als −1 treten zusätzlich dieselben Hindernisse wie bei positiven Exponenten auf.

### Irreversible Umformungen
Es ist möglich, Gleichungen mathematisch korrekt so umzuformen, dass nach der Umformung nicht mehr eindeutig auf die Ausgangsgleichung geschlossen werden kann. Solche Umformungen sind keine Äquivalenzumformungen; man nennt sie irreversibel.
Multiplikation mit 0
Multipliziert man eine beliebige Gleichung mit {\displaystyle 0}, so ist diese Multiplikation irreversibel.
{\displaystyle {\begin{aligned}5x+3&=8\quad |\cdot 0\\0&=0\end{aligned}}}
Von der Gleichung {\displaystyle 0=0} lässt sich nicht mehr auf die Gleichung {\displaystyle 5x+3=8} schließen.
Quadrieren
Quadriert man eine Gleichung, lässt sich auch durch das Ziehen der Wurzel nicht auf die vorige Gleichung schließen.
{\displaystyle {\begin{aligned}4x&=8\\16x^{2}&=64\end{aligned}}}
Die obere Gleichung hat nur die Lösung {\displaystyle x=2}, während die untere Gleichung eine weitere Lösung, nämlich {\displaystyle x=-2} besitzt.
Aus diesem Grund ist es wichtig, bei Gleichungen, in denen man die Wurzel zieht, den Teil, der vorher quadratisch war, in Betragstriche zu setzen, sodass auch wirklich zwei mögliche Lösungen betrachtet werden können.
{\displaystyle {\begin{aligned}(x-3)^{2}&=16\\\Leftrightarrow |x-3|&=4\end{aligned}}}
Lösungen sind dann {\displaystyle x=7} und {\displaystyle x=-1}. Wegen der Betragstriche handelt es sich um eine Äquivalenzumformung.

## Polynomgleichungen

### Gleichungen vom Grad 1
Lineare Gleichungen werden gemäß obigen Grundregeln so lange behandelt, bis auf der linken Seite die Unbekannte steht und rechts eine Zahl bzw. ein entsprechender Ausdruck.
Lineare Gleichungen der Normalform
{\displaystyle ax+b=0} mit {\displaystyle a\neq 0}
haben stets genau eine Lösung. Sie lautet {\displaystyle x=-{\frac {b}{a}}}.
Eine Gleichung kann aber auch unlösbar sein. So gibt es keine Zahl, die die Gleichung {\displaystyle x=x+1} löst, weil es keine Zahl gibt, die gleich groß wie ihr Nachfolger ist. Formal entstünde durch beidseitige Subtraktion von {\displaystyle x} die falsche Aussage {\displaystyle 0=1}.
Verhältnisgleichungen wie etwa {\displaystyle {\tfrac {1}{x}}={\tfrac {2}{5}}} lassen sich durch Kehrwertbildung in eine lineare Gleichung überführen. Voraussetzung für die Kehrwertbildung ist jedoch, dass weder vor noch nach der Kehrwertbildung eine Division durch 0 stattfindet.

### Gleichungen vom Grad 2
Das Lösen von quadratischen Gleichungen kann mit Hilfe von Lösungsformeln oder mittels quadratischer Ergänzung durchgeführt werden.
Die allgemeine Form der quadratischen Gleichung lautet
{\displaystyle ax^{2}+bx+c=0} mit {\displaystyle a\neq 0},
deren Lösungen man mit der {\displaystyle abc}-Formel (Mitternachtsformel, große Lösungsformel) berechnen kann:
{\displaystyle x_{1/2}={\frac {-b\pm {\sqrt {D}}}{2a}}} mit Diskriminante {\displaystyle D=b^{2}-4ac}.
Wenn man die quadratische Gleichung durch {\displaystyle a} dividiert, erhält man die normierte Form
{\displaystyle x^{2}+px+q=0} mit {\displaystyle p={\frac {b}{a}}} und {\displaystyle q={\frac {c}{a}}},
deren Lösungen man mit der {\displaystyle pq}-Formel (kleine Lösungsformel) berechnen kann:
{\displaystyle x_{1/2}=-{\frac {p}{2}}\pm {\sqrt {D}}} mit Diskriminante {\displaystyle D={\frac {p^{2}}{4}}-q}.
Eine quadratische Gleichung hat im Bereich der reellen Zahlen entweder zwei Lösungen (Diskriminante {\displaystyle D>0}), eine Lösung (Diskriminante {\displaystyle D=0}) – man sagt auch: zwei zusammenfallende Lösungen bzw. eine doppelte Lösung – oder gar keine Lösung (Diskriminante {\displaystyle D<0}).
In der Menge der komplexen Zahlen hat eine solche Gleichung stets zwei Lösungen (Fundamentalsatz der Algebra), die allerdings auch zusammenfallen können. Bei negativer Diskriminante liefert der Term {\displaystyle {\sqrt {-D}}/2a} dann den Imaginärteil. Sind alle Koeffizienten reell, so sind die beiden Lösungen zueinander konjugiert komplex, wobei auch hier zwei zusammenfallende reelle Lösungen möglich sind.

### Gleichungen vom Grad 3
Kubische Gleichungen in der allgemeinen Form
{\displaystyle ax^{3}+bx^{2}+cx+d=0} mit {\displaystyle a\neq 0}
haben drei Lösungen, von denen mindestens eine reell ist. Die beiden weiteren Lösungen sind beide reell oder beide komplex.
Auch für die Lösungen von kubischen Gleichungen gibt es mit der Cardanischen Formel eine allgemeine Lösungsformel.

### Gleichungen vom Grad 4
Quartische Gleichungen in der Normalform
{\displaystyle ax^{4}+bx^{3}+cx^{2}+dx+e=0} mit {\displaystyle a\neq 0}
haben vier Lösungen, die (für reelle Koeffizienten) stets paarweise reell oder konjugiert komplex sind.
Auch für quartische Gleichungen lässt sich noch eine Lösungsformel (siehe dort) angeben. Häufig wird in älteren Fachbüchern (aus der Zeit des Rechenschiebers) darauf hingewiesen, dass die Lösungsformeln recht kompliziert seien und sich im Alltag eine numerische Lösung empfehle. Das kann nach gegenwärtigem Stand der Computertechnik aber als überholt gelten. Tatsächlich leiden die Formeln zur geschlossenen Lösung einer Gleichung vierten Grades nur unter (beherrschbaren) Rundungsfehlerproblemen, bieten dafür aber konstante Rechenzeiten.
Iterationen haben dagegen die üblichen (nicht behebbaren) Probleme bei mehrfachen oder dicht beieinanderliegenden Nullstellen, der Zeitbedarf ist schwer vorherzusehen, und die Programmierung der Abbruchbedingung ist auch nicht trivial.

### Gleichungen höheren Grades
Eine allgemeine Lösungsformel, die nur mit den vier Grundrechenarten und dem Wurzelziehen auskommt, gibt es für Gleichungen höheren als vierten Grades nicht (ein Resultat der Galoistheorie). Lediglich spezielle Gleichungen lassen sich auf diese Weise lösen, z. B.:
- Polynome {\displaystyle n}-ten Grades mit symmetrischen Koeffizienten lassen sich auf Polynome vom Grad {\displaystyle {\tfrac {n}{2}}} zurückführen. Bei ungeradem {\displaystyle n} ist 1 oder −1 eine Nullstelle, die zunächst durch Polynomdivision entfernt wird.
- Polynome, in denen nur ungerade oder nur gerade Potenzen der Variablen auftreten, lassen sich ebenfalls auf Polynome vom Grad {\displaystyle {\tfrac {n}{2}}} zurückführen, bei ungeraden Potenzen ist 0 eine Lösung.
- Allgemein alle Polynome, deren Galoisgruppe auflösbar ist.

Gleichungen fünften Grades lassen sich mit Hilfe elliptischer Funktionen allgemein lösen. Als Erster hat das Charles Hermite 1858 mit jacobischen Thetafunktionen gezeigt.
Gleichungen höheren Grades (Grad 5, …) werden in der Regel nur numerisch gelöst, außer eine Lösung lässt sich erraten. Hat man eine Lösung gefunden, kann der Grad der Gleichung durch Polynomdivision um 1 verringert werden.
Gleichungen vom Grad {\displaystyle n} haben {\displaystyle n} Lösungen. Dabei ist jede Lösung entsprechend ihrer Vielfachheit zu zählen (Fundamentalsatz der Algebra).
Aus dem Fundamentalsatz der Algebra ergeben sich für Polynomgleichungen, sofern sie ausschließlich reelle Koeffizienten besitzen, folgende Regeln:
- Bei geradem Grad gibt es eine gerade Anzahl reeller Lösungen (z. B. hat eine Gleichung 6. Grades entweder 0, 2, 4 oder 6 reelle Lösungen).
- Bei ungeradem Grad gibt es eine ungerade Anzahl reeller Lösungen (z. B. hat eine Gleichung 7. Grades entweder 1, 3, 5 oder 7 reelle Lösungen).
- Die Anzahl der nicht reellen Lösungen ist immer gerade, da diese nur paarweise auftreten können (als konjugiert komplexe Zahlen, z. B. {\displaystyle 3+4i} und {\displaystyle 3-4i}).

Insbesondere folgt daraus:
- Jede Gleichung ungeraden Grades hat mindestens eine reelle Lösung (z. B. lineare und kubische Gleichungen).
- Eine Gleichung geraden Grades hat möglicherweise keine reelle Lösung (z. B. hat die quadratische Gleichung {\displaystyle x^{2}=-1} nur die komplexen Lösungen {\displaystyle +i} und {\displaystyle -i}).

Wenn man auch numerische Lösungsverfahren in Betracht zieht, dann bietet sich für diesen allgemeinen Fall u. a. das Bairstow-Verfahren an, welches alle – auch die komplexen – Nullstellen eines Polynoms findet. Dabei wird sukzessive jeweils ein quadratischer Term ermittelt, der dann per Polynomdivision vom Ursprungspolynom abgespaltet wird, bis nur noch ein lineares oder quadratisches Restpolynom übrigbleibt, das nach obigen Verfahren lösbar ist.

## Bruchgleichungen
Wenn eine Gleichung einen oder mehrere Bruchterme enthält und die Unbekannte zumindest im Nenner eines Bruchterms vorkommt, handelt es sich um eine Bruchgleichung. Durch Multiplikation mit dem Hauptnenner kann man solche Bruchgleichungen auf einfachere Gleichungstypen zurückführen.
Beispiel
{\displaystyle {\begin{aligned}{\frac {2}{3x}}&=6\quad |\cdot 3x\\2&=18x\quad |\cdot {\frac {1}{18}}\\{\frac {1}{9}}&=x\end{aligned}}}
Bei Bruchgleichungen muss sicherheitshalber noch überprüft werden, ob die berechnete Zahl Element des Definitionsbereichs ist, also vor allem keine Division durch Null vorkommt.

## Wurzelgleichungen
Tritt die Variable {\displaystyle x} unter einer Wurzel auf, spricht man von einer Wurzelgleichung. Solche Gleichungen löst man, indem man eine Wurzel isoliert (allein auf eine Seite bringt) und dann mit dem Wurzelexponenten potenziert.
Das wiederholt man, bis alle Wurzeln eliminiert sind. Die entstehende Gleichung löst man wie oben. Schließlich muss man noch beachten, dass durch das Potenzieren möglicherweise Scheinlösungen hinzugekommen sind, die nicht Lösungen der ursprünglichen Gleichung sind, weil Potenzieren keine Äquivalenzumformung darstellt. Deshalb ist hier eine Probe unverzichtbar.
Beispiel
{\displaystyle {\begin{aligned}{\sqrt {4x}}&=16\quad \\2{\sqrt {x}}&=16\quad |\cdot {\frac {1}{2}}\\{\sqrt {x}}&=8\quad |{\text{hoch}}\quad 2\\x&=64\end{aligned}}}

## Näherungsverfahren

### Numerisches Lösen
Es gibt viele Gleichungen, die man aufgrund ihrer Komplexität nicht algebraisch lösen kann. Für diese wurden in der Numerik zahlreiche Näherungsverfahren entwickelt. Man kann beispielsweise jede Gleichung so umformen, dass auf einer Seite eine Null steht, und dann ein Verfahren zum Bestimmen von Nullstellen anwenden. Ein einfaches numerisches Verfahren zur Lösung reeller Gleichungen ist beispielsweise die Intervallschachtelung. Ein Spezialfall davon ist die Regula falsi.
Ein weiteres Verfahren, das sehr oft zur Anwendung kommt, ist das newtonsche Näherungsverfahren. Jedoch konvergiert dieses Verfahren meist nur dann, wenn die zu untersuchende Funktion im Bereich um die Nullstelle konvex ist. Dafür konvergiert dieses Verfahren „recht schnell“, was durch den Satz von Kantorowitsch gesichert wird.
Weitere Verfahren zum Lösen von Gleichungen und Gleichungssystemen finden sich auf der Liste numerischer Verfahren.

### Grafische Verfahren
Grafische Verfahren können im Rahmen der Zeichengenauigkeit (0,2 mm) Anhaltspunkte über Anzahl und Lage der Lösungen geben.

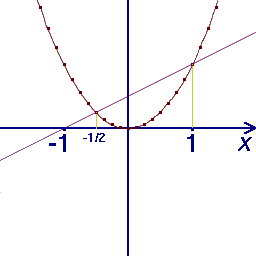
Abbildung 1: Grafische Lösung von

Liegt die Gleichung in ihrer Normalform vor, lässt sich die linke Seite als Funktion auffassen, deren Graph nach einer Wertetabelle mit hinreichender Genauigkeit zu zeichnen ist. Die Nullstellen (d. h. Schnittpunkte mit der {\displaystyle x}-Achse) sind dann die Lösungen. 

Andernfalls sind die Funktionen, die der rechten und der linken Seite der Gleichung entsprechen, zusammen in ein Achsenkreuz zu zeichnen. Die {\displaystyle x}-Werte der Schnittpunkte geben die Lösung an. Quadratische Gleichungen werden so umgeformt, dass der quadratische Term nur links vom Gleichheitszeichen und mit dem Vorfaktor 1 zu stehen kommt.
Dann kann man mittels Schablone die Einheitsparabel zeichnen und mit der aus der rechten Seite hervorgehenden Geraden zum Schnitt bringen. Dies ist exemplarisch für die Gleichung {\displaystyle x^{2}=0{,}5x+0{,}5} in Abbildung 1 gezeigt. Die Lösungen der Gleichung sind −0,5 und +1.

## Kontrolle der Lösung
Durch die Punktprobe kann kontrolliert werden, ob eine ermittelte Lösung richtig ist. Mit der Punktprobe lässt sich jedoch nicht erkennen, ob alle Lösungen gefunden wurden.